# فيلق العمل المصري
فيلق العمال المصري كان وحدة غير قتالية شكلتها بريطانيا خلال الحرب العالمية الأولى، وكان يتكون من فلاحين مصريين من صعيد مصر. بلغ عدد من تم استخدامهم في هذا الفيلق نصف مليون شخص بين عامي 1914 و1918، وتركزت مهامهم في الأعمال الشاقة مثل حفر الخنادق، مدّ السكك الحديدية، إنشاء الطرق، وحمل الإمدادات.
كان أعضاء الفيلق يعملون في بيئات قاسية ومهينة، بلا حماية صحية، وبدون تغذية كافية، وتحت ظروف من الإجهاد الشديد. فقدوا الاتصال بعائلاتهم لفترات طويلة، وعاشوا في معسكرات أقرب لمعسكرات العمل القسري. ويُقدّر عدد الوفيات في صفوفهم ما بين 50 ألف و100 ألف نتيجة المرض، وسوء التغذية، والإرهاق، وسوء المعاملة.
من الناحية القانونية، لم يُعتبر فلاحو الصعيد ضمن الفيلق عبيدًا، إلا أن ظروفهم الواقعية كانت تشير إلى غير ذلك، مما جعل وضعهم أقرب إلى العبودية المعاصرة. تم تجميعهم قسرًا من قرى الصعيد، ولم تُوفر لهم أي حماية قانونية أو تعويض بعد انتهاء الحرب.
رغم الدور الكبير الذي لعبه الفيلق في دعم القوات البريطانية، لم يحظَ أفراده بأي تقدير رسمي أو تكريم بعد الحرب. بل إنهم ظلوا مجهولين في السرديات الرسمية، وتم تجاهلهم في كتب التاريخ والتعليم. وتُعتبر تجربة فيلق العمال المصري واحدة من أبرز الأمثلة على الاستغلال الاستعماري للفئات الأفقر في المجتمع المصري، خاصة في صعيد مصر.

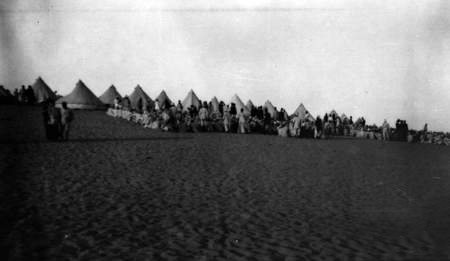
معسكر لأنفار السلطة في رومانيا لتشيد سكك الحديد ومواسير المياه

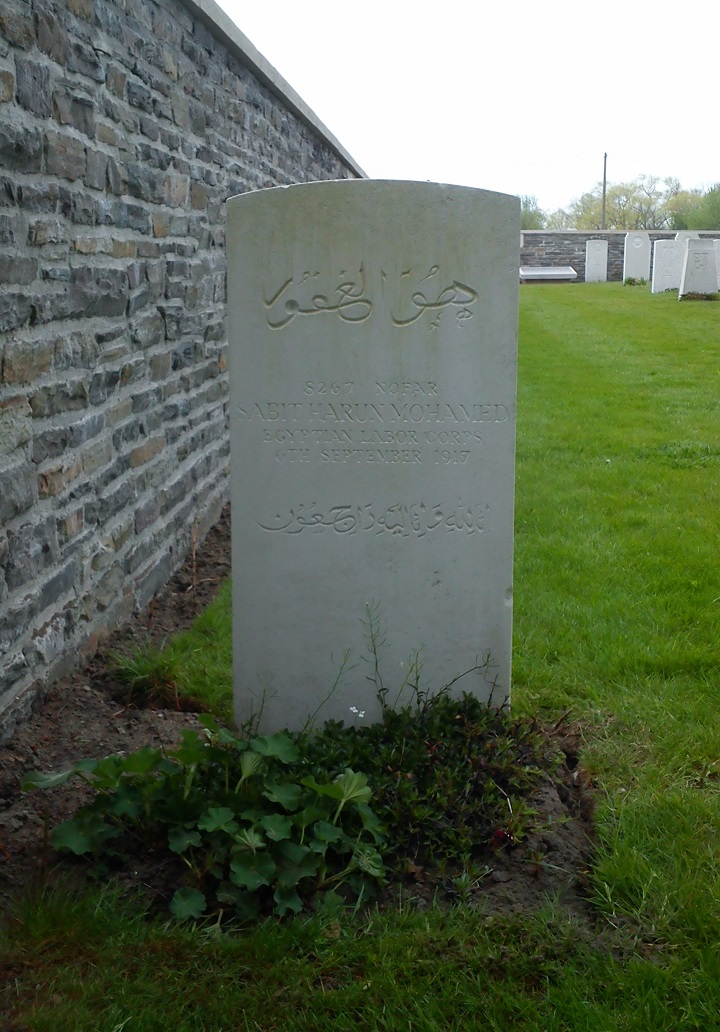
قبر ثابت هارون محمد أحد العاملين في فرق العمل المصري في بلجيكا في مقبرة ادينكريك العسكرية

.